# Barletta Calcio Sport 1994-1995
Questa voce raccoglie le informazioni riguardanti il Barletta Calcio Sport nelle competizioni ufficiali della stagione 1994-1995.

## Stagione
Il Barletta Calcio Sport affronta la Serie C1 e riesce a ottenere la salvezza a fine stagione. Non si iscrive alla Serie C1 1995-1996 per problemi finanziari e la società è dichiarata fallita.

## Divise e sponsor
La maglia è bianca o rossa, i calzoncini sono bianchi o rossi e i calzettoni bianchi o rossi.

## Organigramma societario
Area direttiva
- Presidente: Onofrio Perina

Area organizzativa
- Segretario generale: Piero Doronzo
- Segretaria: Elisa Losciale

Area tecnica
- Direttore Sportivo: Mario Iacobucci
- Allenatore: Mario Russo, poi Alberto Mari, poi Mario Russo
- Allenatore in 2^: Filippo Amici
- Preparatore atletico: Michelangelo Cassatella

Area sanitaria
- Medico sociale: Vito Lattanzio
- Massaggiatore: Sebastiano Lavecchia

## Rosa
| N. |                   | Ruolo | Calciatore            |
| -- | ----------------- | ----- | --------------------- |
|    | Italia (bandiera) | P     | Emiliano Betti        |
|    | Italia (bandiera) | P     | Luca Gentili          |
|    | Italia (bandiera) | P     | Cosimo Damiano Lasala |
|    | Italia (bandiera) | D     | Massimo Carli         |
|    | Italia (bandiera) | D     | Antonio Di Muoio      |
|    | Italia (bandiera) | D     | Claudio Ferri         |
|    | Italia (bandiera) | D     | Ivano Giordano        |
|    | Italia (bandiera) | D     | Manuel Marcuz         |
|    | Italia (bandiera) | D     | Vincenzo Matrone      |
|    | Italia (bandiera) | D     | Roberto Monti         |
|    | Italia (bandiera) | D     | Teodoro Piccinno      |
|    | Italia (bandiera) | D     | Paolo Tomasoni        |
|    | Italia (bandiera) | D     | Martino Traversa      |
|    | Italia (bandiera) | C     | Lorenzo Battaglia     |
|    | Italia (bandiera) | C     | Umberto Calcagno      |

| N. |                   | Ruolo | Calciatore                   |
| -- | ----------------- | ----- | ---------------------------- |
|    | Italia (bandiera) | C     | Alessandro Colasante         |
|    | Italia (bandiera) | C     | Francesco De Napoli          |
|    | Italia (bandiera) | C     | Alessandro Del Canuto        |
|    | Italia (bandiera) | C     | Alessandro Di Giovannantonio |
|    | Italia (bandiera) | C     | Michele Di Mingo             |
|    | Italia (bandiera) | C     | Francesco Lattanzio          |
|    | Italia (bandiera) | C     | Giuseppe Lo Polito           |
|    | Italia (bandiera) | C     | Massimiliano Natale          |
|    | Italia (bandiera) | C     | Carmelo Russo                |
|    | Italia (bandiera) | C     | Gianluca Tanzi               |
|    | Italia (bandiera) | A     | Eupremio Carruezzo           |
|    | Italia (bandiera) | A     | Gaetano Poziello             |
|    | Italia (bandiera) | A     | Maurizio Varriale            |
|    | Italia (bandiera) | A     | Maurizio Veneziano           |

## Risultati

### Serie C1 Girone B

#### Girone di andata
| Barletta 28 agosto 1994, ore 16:00 CEST 1ª giornata | Barletta | 1 – 0 | Lodigiani | Stadio Comunale |

| Siracusa 4 settembre 1994, ore 16:00 CEST 2ª giornata | Siracusa            | 1 – 1 | Barletta | Stadio Nicola De Simone\| Arbitro: \| Manganelli (Milano) \| |
| Arbitro:                                              | Manganelli (Milano) |       |          |                                                              |

| Arbitro: | Castellani (Verona) |

|                                      |           |                                 |
| Carruezzo 38’ (rig.) Luzi 54’ (aut.) | Marcatori | 59’ (rig.) Traini 75’ Di Napoli |

| Siena 18 settembre 1994, ore 16:00 CEST 4ª giornata | Siena             | 0 – 0 | Barletta | Stadio Artemio Franchi\| Arbitro: \| Innocente (Udine) \| |
| Arbitro:                                            | Innocente (Udine) |       |          |                                                           |

| Barletta 25 settembre 1994, ore 15:00 CET 5ª giornata | Barletta       | 1 – 2 | Turris | Stadio Comunale\| Arbitro: \| Calvi (Milano) \| |
| Arbitro:                                              | Calvi (Milano) |       |        |                                                 |

| Casarano 2 ottobre 1994, ore 15:00 CET 6ª giornata | Virtus Casarano     | 4 – 0 | Barletta | Stadio Giuseppe Capozza\| Arbitro: \| Strazzera (Trapani) \| |
| Arbitro:                                           | Strazzera (Trapani) |       |          |                                                              |

| Barletta 9 ottobre 1994, ore 15:00 CET 7ª giornata | Barletta        | 0 – 2 | Empoli | Stadio Comunale\| Arbitro: \| Sirotti (Forlì) \| |
| Arbitro:                                           | Sirotti (Forlì) |       |        |                                                  |

| Barletta 16 ottobre 1994, ore 15:00 CET 8ª giornata | Barletta      | 0 – 2 | Nola | Stadio Comunale\| Arbitro: \| Longo (Paola) \| |
| Arbitro:                                            | Longo (Paola) |       |      |                                                |

| Pontedera 23 ottobre 1994, ore 14:30 CET 9ª giornata | Pontedera         | 1 – 3 | Barletta | Stadio Comunale\| Arbitro: \| Piretti (Ravenna) \| |
| Arbitro:                                             | Piretti (Ravenna) |       |          |                                                    |

| Barletta 6 novembre 1994, ore 14:30 CET 10ª giornata | Barletta         | 1 – 1 | Reggina | Stadio Comunale\| Arbitro: \| Rossi (Ciampino) \| |
| Arbitro:                                             | Rossi (Ciampino) |       |         |                                                   |

| Catania 13 novembre 1994, ore 14:30 CET 11ª giornata | Atletico Catania | 0 – 2 | Barletta | Stadio Cibali\| Arbitro: \| Corda (Cagliari) \| |
| Arbitro:                                             | Corda (Cagliari) |       |          |                                                 |

| Barletta 20 novembre 1994, ore 14:30 CET 12ª giornata | Barletta          | 0 – 0 | Sora | Stadio Comunale\| Arbitro: \| Ferrarini (Parma) \| |
| Arbitro:                                              | Ferrarini (Parma) |       |      |                                                    |

| Ischia 27 novembre 1994, ore 14:30 CEST 13ª giornata | Ischia Isolaverde | 0 – 0 | Barletta | Stadio comunale Vincenzo Mazzella\| Arbitro: \| Sorte (Bergamo) \| |
| Arbitro:                                             | Sorte (Bergamo)   |       |          |                                                                    |

| Barletta 4 dicembre 1994, ore 14:30 CET 14ª giornata | Barletta                   | 0 – 0 | Avellino | Stadio Comunale\| Arbitro: \| Alban (Bassano del Grappa) \| |
| Arbitro:                                             | Alban (Bassano del Grappa) |       |          |                                                             |

| Castellammare di Stabia 11 dicembre 1994, ore 14:30 CET 15ª giornata | Juventus Stabia   | 2 – 1 | Barletta | Stadio Romeo Menti\| Arbitro: \| Guiducci (Arezzo) \| |
| Arbitro:                                                             | Guiducci (Arezzo) |       |          |                                                       |

| Erice 18 dicembre 1994, ore 14:30 CET 16ª giornata | Trapani          | 3 – 1 | Barletta | Stadio Polisportivo Provinciale\| Arbitro: \| Bertini (Arezzo) \| |
| Arbitro:                                           | Bertini (Arezzo) |       |          |                                                                   |

| Barletta 30 dicembre 1994, ore 14:30 CET 17ª giornata | Barletta           | 1 – 1 | Chieti | Stadio Comunale\| Arbitro: \| Dagnello (Trieste) \| |
| Arbitro:                                              | Dagnello (Trieste) |       |        |                                                     |

#### Girone di ritorno
| Roma 7 gennaio 1995 18ª giornata | Lodigiani | 4 – 0 | Barletta | Stadio Flaminio |

| Arbitro: | Piretti (Ravenna) |

|               |           |             |
| Battaglia 82’ | Marcatori | 29’ Cicconi |

| Barletta 29 gennaio 1995, ore 14:30 CET 20ª giornata | Gualdo            | 0 – 0 referto | Barletta | Stadio Carlo Angelo Luzi\| Arbitro: \| Urbano (Carbonia) \| |
| Arbitro:                                             | Urbano (Carbonia) |               |          |                                                             |

| Barletta 19 febbraio 1995, ore 15:00 CET 21ª giornata | Barletta          | 2 – 2 | Siena | Stadio Comunale\| Arbitro: \| Malatesta (Terni) \| |
| Arbitro:                                              | Malatesta (Terni) |       |       |                                                    |

| Torre del Greco 26 febbraio 1995, ore 15:00 CET 22ª giornata | Turris              | 0 – 1 | Barletta | Stadio Amerigo Liguori\| Arbitro: \| L. Branzoni (Pavia) \| |
| Arbitro:                                                     | L. Branzoni (Pavia) |       |          |                                                             |

| Barletta 5 marzo 1995, ore 15:00 CET 23ª giornata | Barletta         | 1 – 0 | Virtus Casarano | Stadio Comunale\| Arbitro: \| Bancale (Latina) \| |
| Arbitro:                                          | Bancale (Latina) |       |                 |                                                   |

| Empoli 12 marzo 1995, ore 15:00 CET 24ª giornata | Empoli            | 1 – 1 | Barletta | Stadio Carlo Castellani\| Arbitro: \| Ferrarini (Parma) \| |
| Arbitro:                                         | Ferrarini (Parma) |       |          |                                                            |

| Nola 19 marzo 1995, ore 15:00 CET 25ª giornata | Nola | 0 – 0 | Barletta | Stadio Comunale di Piazza d'Armi |

| Barletta 26 marzo 1995, ore 16:00 CEST 26ª giornata | Barletta         | 2 – 1 | Pontedera | Stadio Comunale\| Arbitro: \| Nucini (Bergamo) \| |
| Arbitro:                                            | Nucini (Bergamo) |       |           |                                                   |

| Reggio Calabria 2 aprile 1995, ore 16:00 CEST 27ª giornata | Reggina | 1 – 1 | Barletta | Stadio Comunale |

| Barletta 9 aprile 1995, ore 16:00 CEST 28ª giornata | Barletta                    | 1 – 1 | Atletico Catania | Stadio Comunale\| Arbitro: \| Serena (Bassano del Grappa) \| |
| Arbitro:                                            | Serena (Bassano del Grappa) |       |                  |                                                              |

| Sora 23 aprile 1995, ore 16:00 CEST 29ª giornata | Sora              | 3 – 1 | Barletta | Stadio Claudio Tomei\| Arbitro: \| Capozzi (Vicenza) \| |
| Arbitro:                                         | Capozzi (Vicenza) |       |          |                                                         |

| Arbitro: | Dagnello (Trieste) |

|                        |           |            |
| Monti 10’ Calcagno 78’ | Marcatori | 3’ Di Baia |

| Avellino 7 maggio 1995, ore 16:00 CEST 31ª giornata | Avellino          | 0 – 2 | Barletta | Stadio Partenio\| Arbitro: \| Urbano (Carbonia) \| |
| Arbitro:                                            | Urbano (Carbonia) |       |          |                                                    |

| Barletta 14 maggio 1995, ore 16:00 CEST 32ª giornata | Barletta        | 1 – 0 | Juventus Stabia | Stadio Comunale\| Arbitro: \| Sputore (Vasto) \| |
| Arbitro:                                             | Sputore (Vasto) |       |                 |                                                  |

| Barletta 21 maggio 1995, ore 16:00 CEST 33ª giornata | Barletta            | 1 – 1 | Trapani | Stadio Comunale\| Arbitro: \| L. Branzoni (Pavia) \| |
| Arbitro:                                             | L. Branzoni (Pavia) |       |         |                                                      |

| Chieti 28 maggio 1995, ore 16:30 CEST 34ª giornata | Chieti            | 4 – 0 | Barletta | Stadio Guido Angelini\| Arbitro: \| Piretti (Ravenna) \| |
| Arbitro:                                           | Piretti (Ravenna) |       |          |                                                          |

### Coppa Italia Serie C

#### Fase eliminatoria
| Barletta 21 agosto 1994 Primo turno - Andata | Barletta | 1 – 0 | Bisceglie | Stadio Comunale |

| Bisceglie 31 agosto 1994 Primo turno - Ritorno | Bisceglie | 2 – 2 | Barletta | Stadio Gustavo Ventura |

| Barletta 21 settembre 1994 Secondo turno - Andata | Barletta | 2 – 1 | Molfetta | Stadio Comunale |

| Molfetta 5 ottobre 1994 Secondo turno - Ritorno | Molfetta | 1 – 1 | Barletta | Stadio Paolo Poli |

| Barletta 26 ottobre 1994 Terzo turno - Andata | Barletta | 0 – 1 | Albanova | Stadio Comunale |

| Casal di Principe 8 dicembre 1994 Terzo turno - Ritorno | Albanova | 1 – 1 | Barletta | Stadio Comunale |

## Statistiche

### Statistiche di squadra
| Competizione         | Punti | In casa | In casa | In casa | In casa | In casa | In casa | In trasferta | In trasferta | In trasferta | In trasferta | In trasferta | In trasferta | Totale | Totale | Totale | Totale | Totale | Totale | DR  |
| Competizione         | Punti | G       | V       | N       | P       | Gf      | Gs      | G            | V            | N            | P            | Gf           | Gs           | G      | V      | N      | P      | Gf     | Gs     | DR  |
| -------------------- | ----- | ------- | ------- | ------- | ------- | ------- | ------- | ------------ | ------------ | ------------ | ------------ | ------------ | ------------ | ------ | ------ | ------ | ------ | ------ | ------ | --- |
| Serie C1             | 40    | 17      | 4       | 9       | 4       | 16      | 18      | 17           | 4            | 7            | 6            | 14           | 24           | 34     | 8      | 16     | 10     | 30     | 42     | -12 |
| Coppa Italia Serie C | -     | 3       | 2       | 0       | 1       | 3       | 2       | 3            | 0            | 3            | 0            | 4            | 4            | 6      | 2      | 3      | 1      | 7      | 6      | +1  |
| Totale               | -     | 20      | 6       | 9       | 5       | 19      | 20      | 20           | 4            | 10           | 6            | 18           | 28           | 40     | 10     | 19     | 11     | 37     | 48     | -11 |

### Statistiche dei giocatori
| Giocatore            | Serie C1 | Serie C1 | Coppa Italia Serie C | Coppa Italia Serie C | Totale   | Totale |
| Giocatore            | Presenze | Reti     | Presenze             | Reti                 | Presenze | Reti   |
| -------------------- | -------- | -------- | -------------------- | -------------------- | -------- | ------ |
| L. Battaglia         | 16       | 2        | ?                    | ?                    | 16+      | 2+     |
| E. Betti             | 23       | - 20     | ?                    | ?                    | 23+      | 0+     |
| U. Calcagno          | 27       | 4        | ?                    | ?                    | 27+      | 4+     |
| M. Carli             | 28       | 1        | ?                    | ?                    | 28+      | 1+     |
| E. Carruezzo         | 30       | 10       | ?                    | ?                    | 30+      | 10+    |
| A. Colasante         | 22       | 0        | ?                    | ?                    | 22+      | 0+     |
| F. De Napoli         | 8        | 0        | ?                    | ?                    | 8+       | 0+     |
| A. Del Canuto        | 3        | 0        | ?                    | ?                    | 3+       | 0+     |
| A. Di Giovannantonio | 17       | 0        | ?                    | ?                    | 17+      | 0+     |
| M. Di Mingo          | 3        | 0        | ?                    | ?                    | 3+       | 0+     |
| A. Di Muoio          | 1        | 0        | ?                    | ?                    | 1+       | 0+     |
| C. Ferri             | 14       | 0        | ?                    | ?                    | 14+      | 0+     |
| L. Gentili           | 6        | - 9      | ?                    | ?                    | 6+       | 0+     |
| I. Giordano          | 23       | 2        | ?                    | ?                    | 23+      | 2+     |
| C.D. Lasala          | 6        | - 13     | ?                    | ?                    | 6+       | 0+     |
| F. Lattanzio         | 3        | 0        | ?                    | ?                    | 3+       | 0+     |
| G. Lo Polito         | 26       | 0        | ?                    | ?                    | 26+      | 0+     |
| M. Marcuz            | 26       | 0        | ?                    | ?                    | 26+      | 0+     |
| V. Matrone           | 4        | 0        | ?                    | ?                    | 4+       | 0+     |
| R. Monti             | 17       | 1        | ?                    | ?                    | 17+      | 1+     |
| M. Natale            | 28       | 1        | ?                    | ?                    | 28+      | 1+     |
| T. Piccinno          | 16       | 0        | ?                    | ?                    | 16+      | 0+     |
| G. Poziello          | 6        | 0        | ?                    | ?                    | 6+       | 0+     |
| C. Russo             | 5        | 0        | ?                    | ?                    | 5+       | 0+     |
| G. Tanzi             | 1        | 0        | ?                    | ?                    | 1+       | 0+     |
| P. Tomasoni          | 28       | 5        | ?                    | ?                    | 28+      | 5+     |
| M. Traversa          | 30       | 1        | ?                    | ?                    | 30+      | 1+     |
| M. Varriale          | 21       | 0        | ?                    | ?                    | 21+      | 0+     |
| M. Veneziano         | 1        | 0        | ?                    | ?                    | 1+       | 0+     |